# Kravica (vodopád)

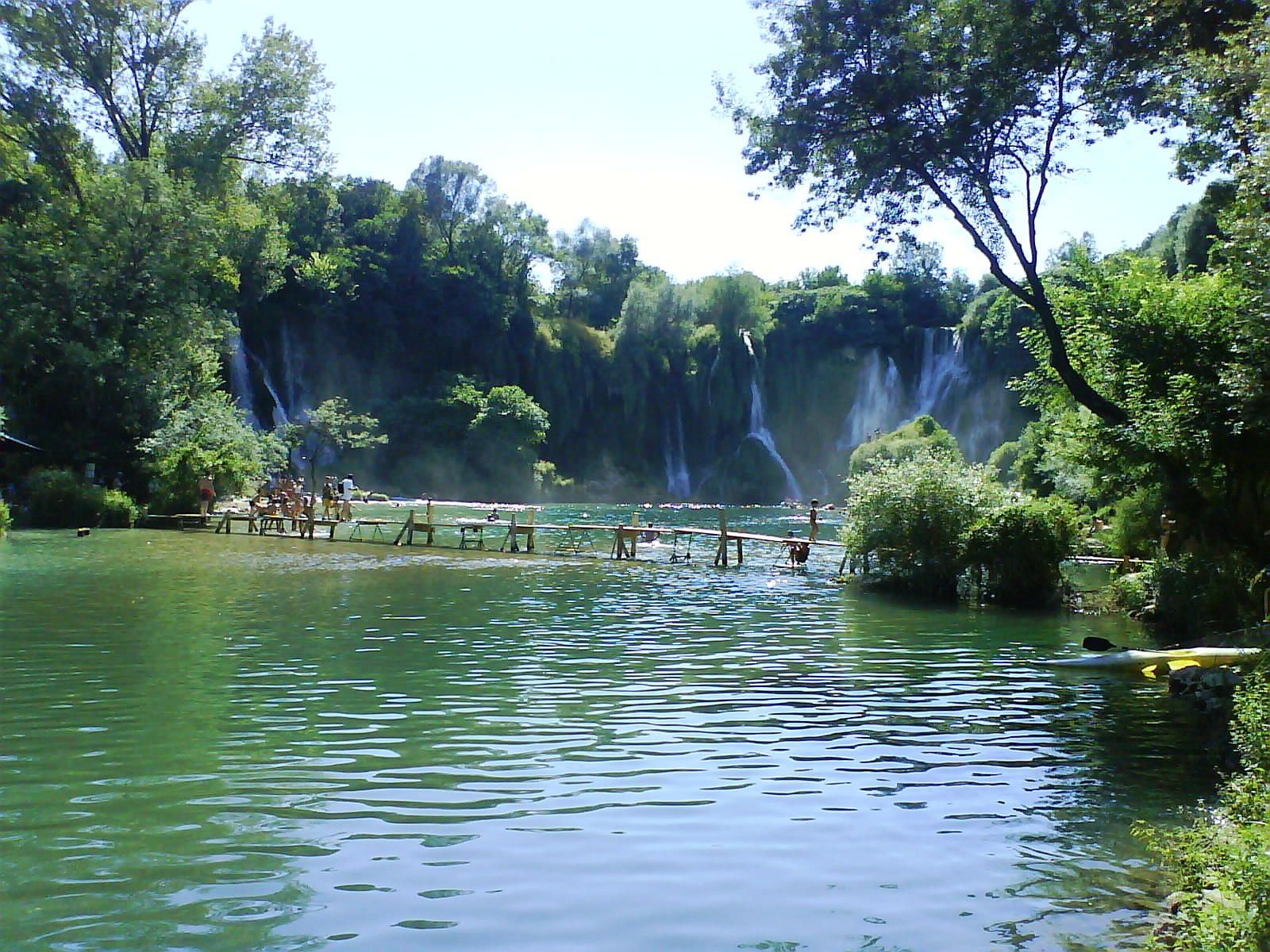
Pohled na vodopády z údolí řeky Trebižat.

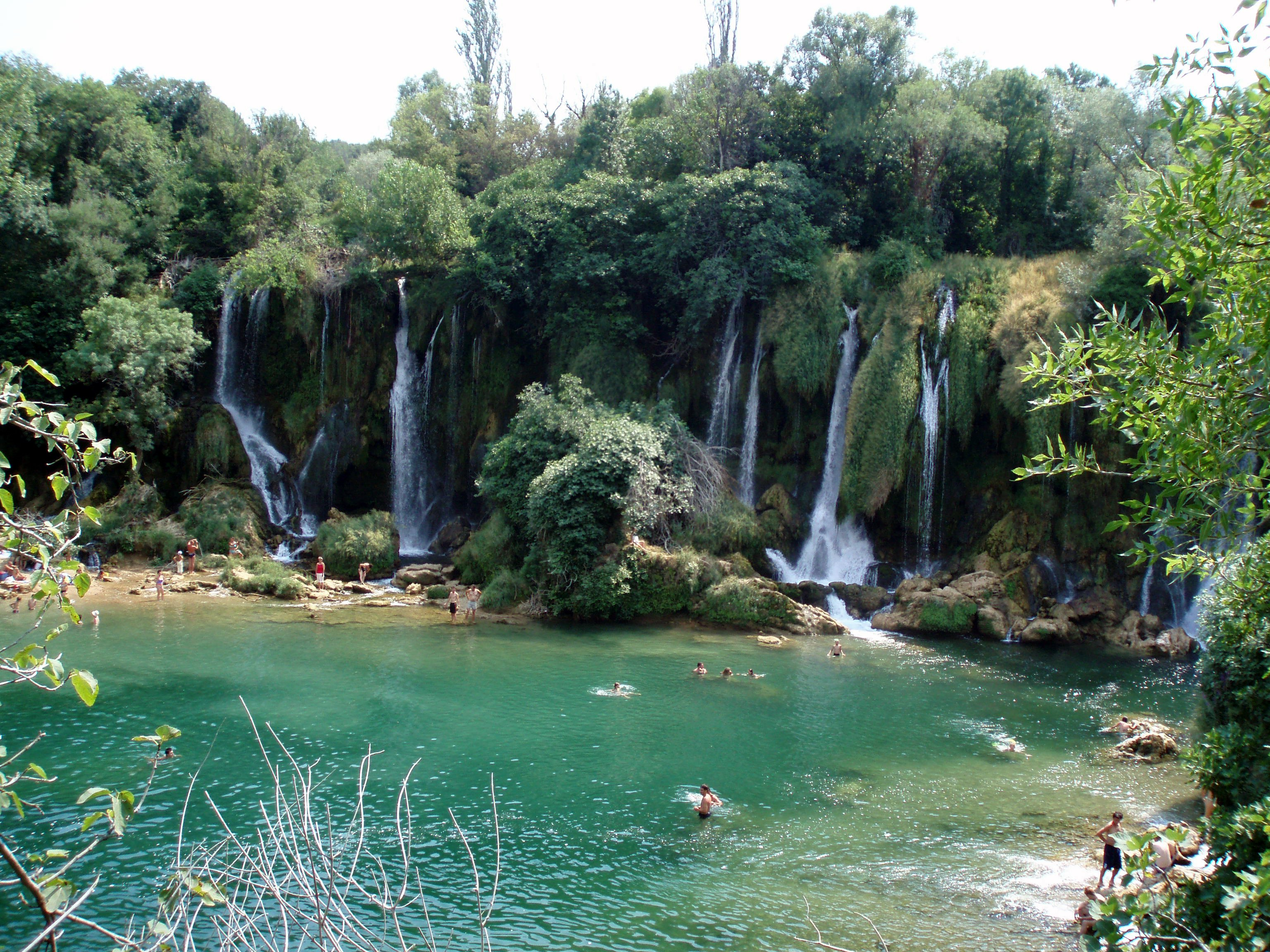
Vodopády Kravica, 2006

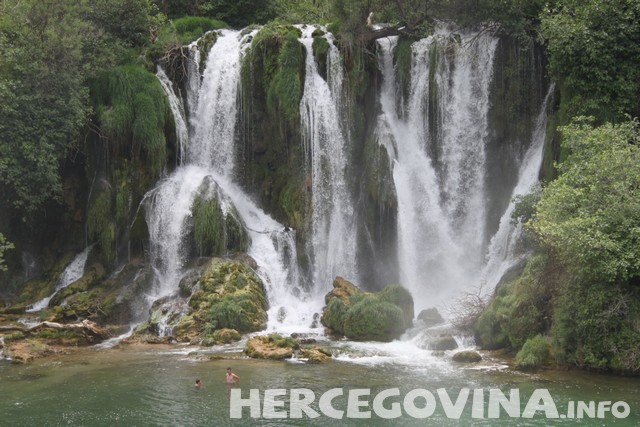
Vodopády Kravica v Hercegovině, 2012

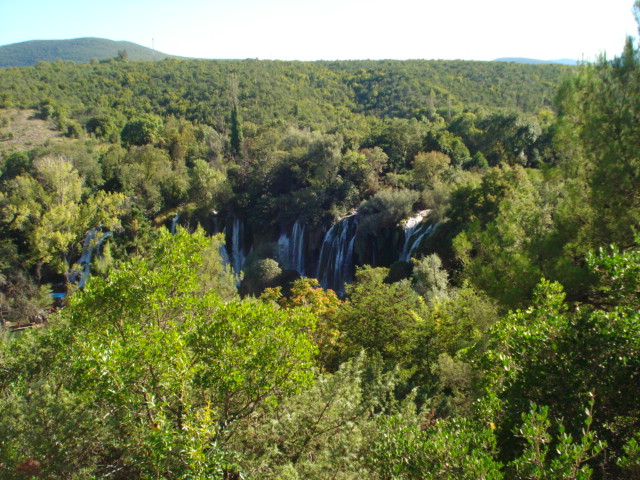
Vodopády jsou obklopeny lesy (2014)

Vodopády Kravica (chorvatsky slap Kravica, někdy též (ač nesprávně) jako pomnožné, tj. Kravice) se nacházejí v jižní části Bosny a Hercegoviny. 
Přesněji jsou situovány na ponorné řece Trebižat na území opčiny (obce/města) Ljubuški v Západohercegovském kantonu/župě Bosny a Hercegoviny. 

## Poloha
Státem chráněná přírodní památka leží nedaleko obce Studenci jen asi 5 km severně od bosensko-chorvatských hranic, zhruba 25 km vzdušnou čarou jihozápadně od Mostaru a asi 10 km od poutního místa Međugorje.

## Popis
Formace vznikla díky odlišnému geologickému podloží a přítomnosti travertinu, který znemožnil, resp. zpomalil erozi ponorné řeky. Pod ním se nacházejí potom měkčí vrstvy, které voda během tisíců let postupně odemlela. Jsou označovány jako tzv. pěnovcové konstruktivní vodopády.
Vodopády jsou přes 120 metrů široké a 26 až 28 metrů vysoké. Ač nejsou příliš vysoké, jsou impozantní především díky své šířce a skutečnosti, že jsou formované v tvaru půlkruhu, tedy zabírají celé zorné pole návštěvníka. Nejvíce vody v nich je během letních měsíců. Pokud prší méně tak jsou naopak některé části vodopádů zcela suché.
Dnes poblíž památky stojí i kavárna, vyhlídka, v minulosti se nacházelo v blízkosti vodopádů i tábořiště.[zdroj?] V okolí jsou potom také ještě různé restaurace apod. V létě se dá pod vodopády koupat. Koupání je zde většinou možné od června do září, kvalita vody nicméně bývá občas horší. Voda je chladná a na místě většinou nebývá plavčík.
Vlivem středomořského počasí v nejchladnějších zimních měsících teplota klesá k 4 °C až 6 °C ale vodopády ani voda nezamrzají.

## Historie
Vodopády mění v průběhu času svůj tvar; travertin se postupně v některých částech rozpraskává a odpadává, nicméně je i tak pevnější než okolní horniny.
V minulosti stály u vodopádů četné mlýny. Vodopád i mlýny byly zaznamenány již na mapě třetího vojenského mapování z konce 19. století.
V roce 1954 bylo rozhodnutím republiky Bosny a Hercegoviny stanoveno, že uvedené vodopády budou památkově chráněným objektem. Roku 1990 byly klasifikovány jako geologická památka I. kategorie.
Roku 2010 byl proveden průzkum dopadu výstavby nedaleké dálnice na vodopády, bylo zjištěno, že dopad nebude žádný, nebo neznatelný.
Vlastníkem vodopádů byl Zaim-beg Selimić, známý občan z Ljubušského. Dnes spravuje lokalitu městská firma právě odsud, a to, Parkovi d.o.o.

## Fauna a flóra
Skalní práh je porostlý travinami, mechy, řasami a lišejníky, okolí je lesnaté. Okolo vodopádů je značné množství bahna, které je vhodné pro růst řady druhů různých rostlin.

## Doprava
Od roku 2014 vede v blízkosti vodopádů dálnice A1, poblíž památky se také nachází i sjezd pro motoristy.

## Turistika
Přístup k vodopádům je zpoplatněný. Lokalita je oblíbená jak mezi místními, tak i mezi zahraničními návštěvníky Bosny a Hercegoviny, nebo i nedalekého chorvatského pobřeží Jaderského moře. V letních měsících směřují k místním vodopádům desítky tisíc lidí, vrcholem je měsíc srpen. V roce 2018 zde bylo v tomto měsíci přes 80 tisíc lidí (v součtu).
Město Ljubuški vnímá tuto turistickou atrakci jako klíčovou a silnou stránku z hlediska turistického rozvoje.

## Zajímavosti
Nedaleko od těchto vodopádů se nachází na řece Trebižatu také vodopád Koćuša (16 km daleko).
Na místě vodopádů byly v roce 1966 natočeny scény z jugoslávského filmu pro děti s názvem Záhada krápníkové jeskyně (srbsky Orlovi rano lete), který vznikl na motivy románu Branka Ćopiće a s režisérem Soji Jovanoviće.